# Манстер (Онтарио)
Манстер, Онтарио (также известен как Манстер-Хэмлет) — крупная деревня, расположенная к юго-западу от Ститтсвилла, к западу от Ричмонда и к северу от Северного Гауэра. Административно входит в состав г. Оттава с 2001 г.
Общая численность населения по данным канадской переписи 2016 года составляла 939 человек, что на 24,4 % меньше, чем по данным канадской переписи 2011 года, когда жителей было 1242.
Манстер был основан как почтовое отделение в Голборне в 1866 году; первым почтмейстером был Томас Табман.
С 1 января 2001 года Манстер включён в состав города Оттава в рамках кампании по слиянию мелких муниципалитетов.
В Манстере находилась англиканская приходская церковь Святого Стефана, которая закрылась в 1960-х годах. В то время Манстер был простой деревней на перекрестке с небольшим числом домов. В 1970-х годах сельский пригород, известный как Манстер-Хэмлет, был присоединён к общине, что добавило около 400 домов. Затем церковь была вновь открыта как манстерский филиал публичной библиотеки Оттавы.
В Манстере есть ресторан, церковь Объединённой церкви Канады, масонская ложа Loyal Orange Lodge # 917 (ордер выдан в 1875 году), ассоциация Ladies Orange Benevolent Association # 164, оттавский филиал Учеников ремесленников Дерри.
Популярным местным аттракционом является ферма Saunders Farm, где есть лабиринты под открытым небом и парк на тему Хэллоуина. Рядом расположен Saunders Country Critters Zoo — семейный зоопарк экзотических животных.
Манстер назван в честь провинции Манстер в Ирландии.
Учащиеся государственных средних школ в этом районе ходят в среднюю школу Южного Карлтона в Ричмонде, а учащиеся средней школы — в среднюю школу Голборна. Манстерская начальная школа закрылась в 2015 году.